# Suite no 1 de Tchaïkovski
La Suite no 1 en ré mineur, op. 43, de Piotr Ilitch Tchaïkovski est une œuvre pour orchestre composée de 1878 à 1879.

## Plan de l'œuvre
1. Introduzione e Fuga. Andante sostenuto - Moderato e con anima
2. Divertimento. Allegro moderato
3. Intermezzo. Andante semplice
4. Marche miniature. Moderato con moto
5. Scherzo. Allegro con moto
6. Gavotte. Allegro

## Orchestration
| Instrumentation de Suite no 1                                                 |
| Bois                                                                          |
| 1 piccolo, 3 flûtes, 2 hautbois, 2 clarinettes (en la et si bémol), 2 bassons |
| Cuivres                                                                       |
| 4 cors (en fa), 2 trompettes (en ré et fa)                                    |
| Percussions                                                                   |
| timbales, glockenspiel, triangle                                              |
| Cordes                                                                        |
| premiers violons, seconds violons, altos, violoncelles, contrebasses          |